# 두 번째 사랑의 여름
두 번째 사랑의 여름(Second Summer of Love)은 1988, 89년 여름 애시드 하우스의 발흥, 일렉트로닉 댄스 음악과 엑스타시의 광범위한 보급, 그리고 레이브 파티의 활성화로 인해 영국 젊은이층 전반에 행복감이 만연해있던 시기를 가리킨다. LSD 또한 흔히 사용되었다. 약 20년 앞선 67년 미국 샌 프란시스코에서 일어난 “사랑의 여름”의 쾌락주의적, 자유방임적인 측면을 이어받았으며, 그 예로 타이다이 패션의 유행 등을 꼽을 수 있다. 이 시기의 음악적 특징은 60년대의 사이키델릭풍의 음악과 댄스 비트를 융합한 것이다. 이 시기를 나타낼 때 종종 스마일상(像)이 사용되곤 한다.

## 관련 작품
- The Black Album - 이 시대를 배경으로 하는 하니프 쿠레이시의 소설.
- The Summer Of Rave, 1989 (2006) – 89년 여름 영국 레이브 문화의 발전 과정을 살펴본 BBC의 다큐멘터리.

## 같이 보기
- 사랑의 여름 (1967년 샌 프란시스코에서 있었던 첫 번째 사랑의 여름)
- 매드체스터
- 하우스 음악
- 얼터네이티브 댄스

## 참고 문헌
- Wayne Anthony-- Class of 88. London: Virgin Books, 1998. ISBN 0-7535-0240-2. A street-level account of the warehouse party/rave scene from one of the organisers at the time.
- Jane Bussmann-- Once in a Lifetime: The Crazy Days of Acid House and Afterwards, Virgin Books 1998. ISBN 0-7535-0260-7
- Matthew Collin-- Altered States: The Story of Ecstasy and Acid House London: 1997 : Serpent's Tail—How rave dances began in Manchester, England in the Summer of 1988 (the [second] "Summer of Love") and the aftermath.
- Sheryl Garratt-- Adventures In Wonderland: A Decade Of Club Culture Headline: 1999—The book chronicles the growth of house music & club culture, including a lot of detail on the 2nd Summer of Love
- Simon Reynolds-- Generation Ecstasy: into the world of techno and rave culture. New York: Little, Brown and Company, 1998. ISBN 0-316-74111-6.